# ClarisWorks

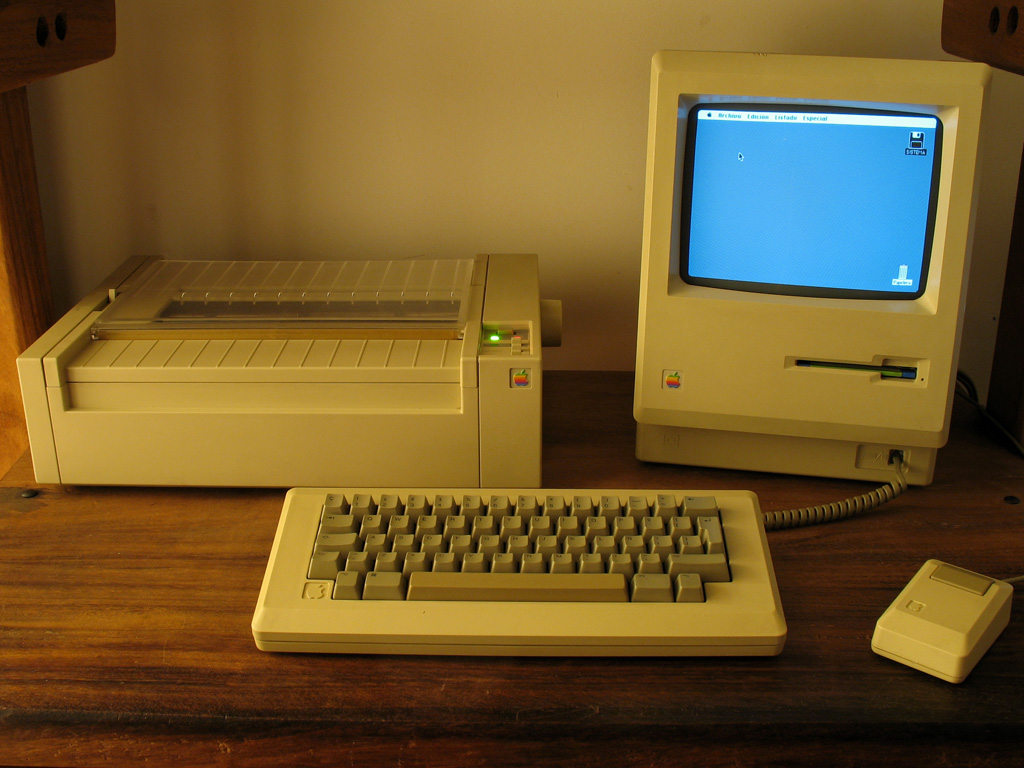
Apple Macintosh 512K

ClarisWorks, in seguito ribattezzata AppleWorks, è stata per anni la suite per la produttività personale inclusa nel software preinstallato (o fornita nell'imballo con floppy disk/CD d'installazione) dei computer Apple Macintosh destinati alla fascia consumer. 

## Contenuti dellasuite
ClarisWorks integrava alcune delle tecnologie e delle applicazioni che avevano fatto la fortuna dei primi Macintosh, trasformate con minimi aggiornamenti in moduli accessibili dall'interno dell'applicazione madre.
 
Il programma comprendeva, infatti:
- un modulo per videoscrittura derivato direttamente dal wordprocessor Claris MacWrite;
- un foglio di calcolo
- un modulo per grafica bitmap
- un modulo per disegno bitmap, erede di MacPaint
- un database semplificato molto simile alle prime versioni di FileMaker
- un modulo per presentazioni
- un modulo per telecomunicazioni.

## Evoluzione del software
Lo sviluppo di Claris Works non fu mai lineare. Apple, infatti, non dedicò particolari attenzioni all'aggiornamento dei componenti della suite, considerandola un prodotto "basic" destinato a soddisfare le esigenze di un'utenza non professionale (ritocco amatoriale di immagini, scrittura di lettere, creazione di biglietti di auguri, gestione del budget familiare ecc.).

Questo posizionamento di basso profilo era dettato anche dall'interesse strategico dell'azienda di Cupertino a non mettere ClarisWorks in competizione con gli applicativi professionali prodotti dalle software house di richiamo che supportavano la piattaforma Mac.

## Versioni
Claris Work venne prodotto dagli inizi degli anni novanta fino al 1997 (circa) nelle versioni 1, 2, 3 e 4, disponibili per Mac e per Windows.
Dalla versione 5, la suite abbandonò il marchio Claris per rinascere come AppleWorks.